# Annapolis (Maryland)
Annapolis is de hoofdstad van Maryland, een staat aan de oostkust van de Verenigde Staten van Amerika, en de hoofdplaats van Anne Arundel County. De stad heeft 36.408 inwoners (2006) en maakt deel uit van een groter metropolitaan gebied met de steden Baltimore en Washington D.C.
De stad werd onder de naam Providence in 1649 gesticht door puriteinen uit Virginia. De naam werd in 1694 veranderd in Annapolis, naar Anne van Groot-Brittannië. Van 26 november 1783 tot 3 juni 1784 was Annapolis de zetel van het Amerikaans Congres en op 14 januari 1784 werd de Vrede van Parijs er geratificeerd, waarmee de stad de eerste hoofdstad van de VS in vredestijd werd.
De United States Naval Academy is gevestigd in Annapolis.

## Demografie
Bij de volkstelling in 2000 werd het aantal inwoners vastgesteld op 35.838.
In 2006 werd het aantal inwoners door het United States Census Bureau geschat op 36.408, een stijging van 570 (1,6%).

## Geografie
Volgens het United States Census Bureau beslaat de plaats een oppervlakte van
19,7 km², waarvan 17,4 km² land en 2,3 km² water. Annapolis ligt op ongeveer 20 m boven zeeniveau.

## Plaatsen in de nabije omgeving
De onderstaande figuur toont nabijgelegen plaatsen in een straal van 8 km rond Annapolis.

## Geboren
- James M. Cain (1892-1977), romanschrijver, scenarist en journalist
- Bernard Addison (1905-1990), jazz-banjoïst en -gitarist
- Travis Pastrana (1983), crossmotor(stunt)coureur